# Stemodia palustris
Stemodia palustris là một loài thực vật có hoa trong họ Mã đề. Loài này được Saint-Hilaire miêu tả khoa học đầu tiên năm 1824.